# Gyulai Ágost
Gyulai Ágost, született Grieszbach (Pest, 1868. február 14. – Budapest, 1957. szeptember 14.) a budapesti állami polgári iskolai tanárképző-főiskola tanára, majd igazgatója, polgári iskolai főigazgató, irodalomtörténész, pedagógiai író, egyetemi magántanár, a Szent István Akadémia tagja. 
A szakfolyóiratokban számos tanulmánya és bírálata jelent meg.

## Családja
Grieszbach Antal és Csonka Anna fia. 1896. május 5-én Budapesten, a Ferencvárosban házasságot kötött Erődi-Harrach Béla és Kováts Erzsébet lányával, Margit Annával.

## Önálló művei
- A magyar Shakespeare irodalomról. Budapest, 1902.
- Madách Imre életéből. Budapest, 1903.
- Zrínyi, a költő. Budapest, 1906.
- Shakespeare Magyarországon. Budapest, 1908.
- A háború és az irodalom. Budapest, 1915.
- Háborús antológia. Budapest, 1916.
- A magyar háborús költészetről. Budapest, 1916.
- A jó tankönyv. Budapest, 1917);
- Arany János népdalgyűjteménye (Kodály Zoltánnal). Budapest, 1952.
- Visszaemlékezés pedagógus pályámra (Köznevelés, 1957. 16. sz.).